# Schule Seilerstraße

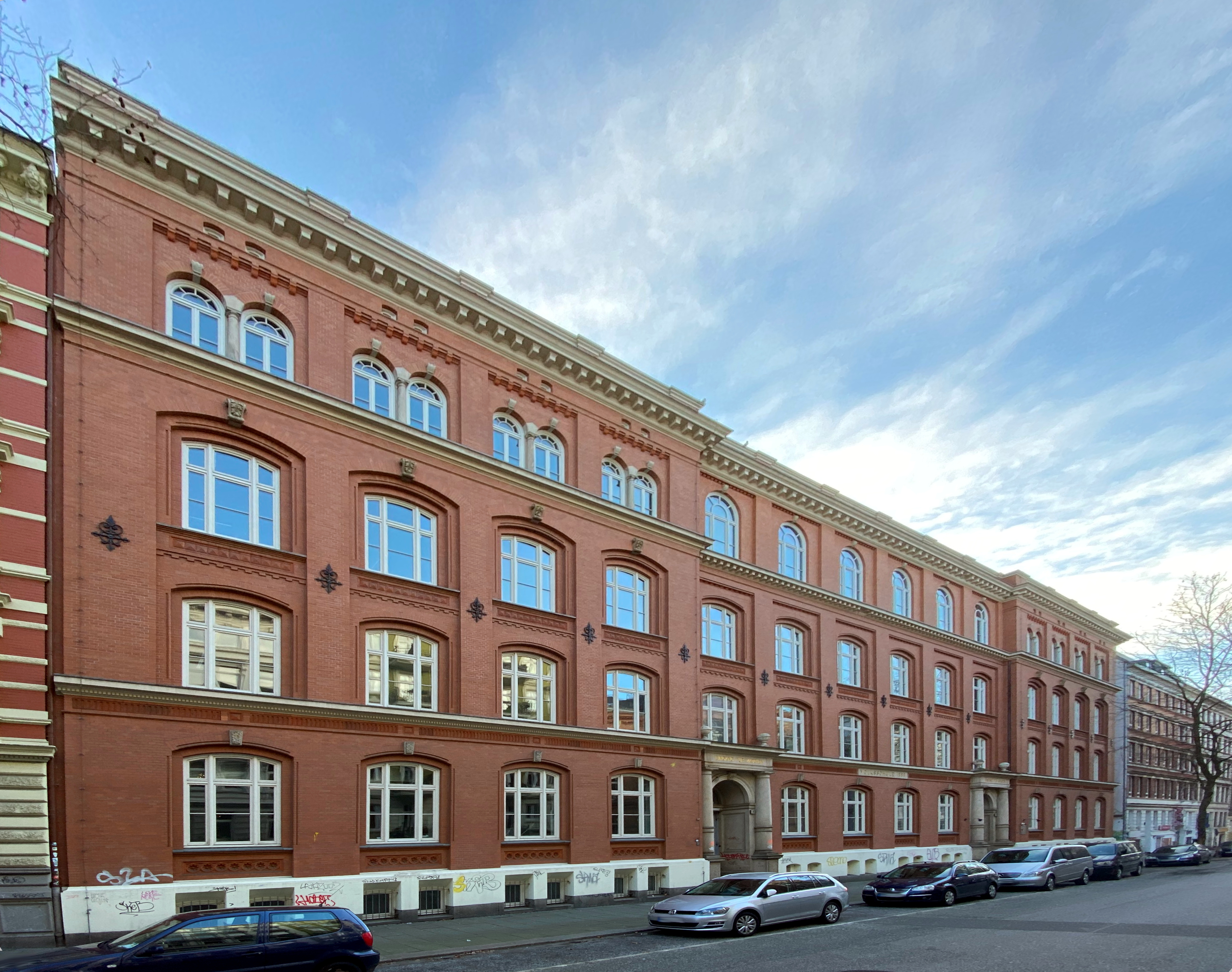
Fassade des Schulhauses zur Seilerstraße

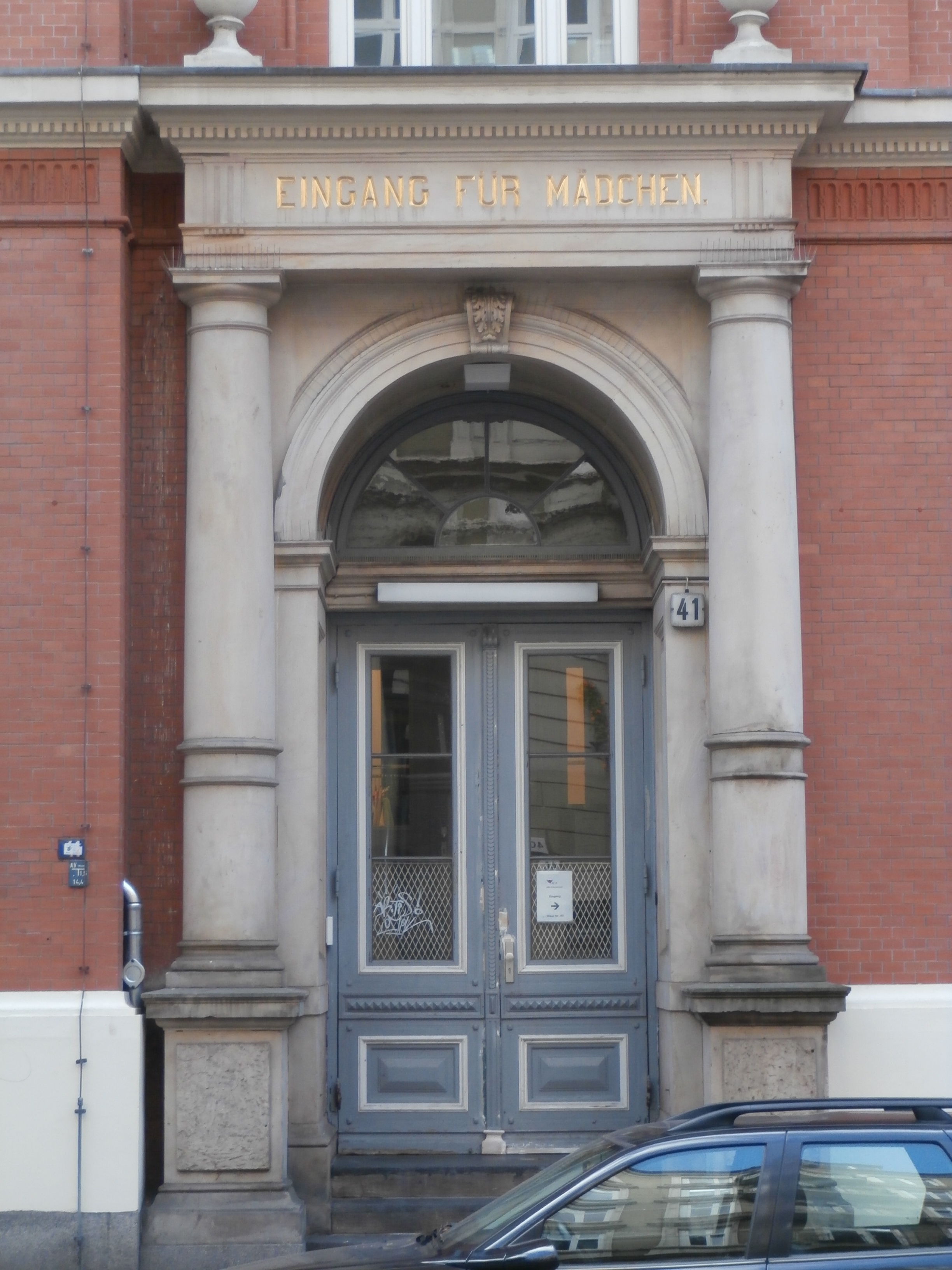
Eingang für Mädchen, Seilerstraße 41

Die Schule Seilerstraße (auch: Volksschule Seilerstraße) ist eine ehemalige staatliche Schule im Hamburger Stadtteil St. Pauli, in der Seilerstraße 41–43. Die Volksschule wurde 1888 gegründet. Das Gebäude wurde bis 2015 als Schule genutzt und soll künftig für künstlerische und kreative Nutzungen vermietet werden. 

## Geschichte
Das Gebiet zwischen Reeperbahn, Seilerstraße und Simon-von-Utrecht-Straße diente ab 1626 dem Gewerbe der Reepschläger, die hier auf langgestreckten Bahnen Seile  (insbesondere Schiffstaue) herstellten. 1883 wurden diese Bahnen geräumt, das Gebiet parzelliert und mit repräsentativen Etagenwohnhäusern bebaut. Im Zuge dieser Planung wurden in der Seilerstraße Grundstücke für zwei Schulen bereitgestellt, die Volksschule Seilerstraße (Nr. 41–43) und die Realschule der evangelisch-reformierten Kirche (Nr. 42).
Die Volksschule Seilerstraße wurde ab 1885 geplant, der Grundstein wurde 1887 gelegt. Der Entwurf stammte von Carl Johann Christian Zimmermann, Baudirektor der Stadt Hamburg. 1888 wurde der Neubau eingeweiht. 1888 gilt auch als Gründungsjahr der Schule. Der Eingang Seilerstraße 41 führte in die Volksschule für Mädchen, der Eingang Seilerstraße 43 in die Volksschule für Knaben. 1927 wurde das Gebäude nach Plänen von Nagel umgebaut.
Unter dem Dach der Volksschule Seilerstraße (zwischenzeitlich auch Staatliche Gewerbeschule für das weibliche Geschlecht) wurde 1939 eine getrennte Schule für Jungen und zwei getrennte Schulen für Mädchen betrieben. Die Mädchenschule hatte einen Oberbau, führte also zur Sekundarreife.
Heidi Kabel machte 1970 mit dem Lied Mit die höhere Schule is dat nix („…da kommt mein Kind nich rein – inne Seilerstraße lern sie auch ganz fix – und wat soll dat mit Latein“) die Schule bekannt. Die Schule zählte 1980 zu den elf Schulen Hamburgs mit besonders hohem Anteil an Schülern ohne deutsche Staatsbürgerschaft (hier: 54 %). 1989 wurde die Schule geschlossen und aufgelöst.
Ab 1990 wurde das Gebäude als Zweigstelle der Grundschule Pestalozzistraße genutzt, die wegen der Nutzung des Interrast-Hotels (Reeperbahn 154) als Familienunterkunft für Asylbewerber hohe Zulaufzahlen hatte. Bei der Übernahme wurden 1990 bauliche Mängel festgestellt, die durch Erneuerung von Fugen und Steinen an der Außenhaut, Austausch von Fenstern sowie Innensanierung der Elektrik, Sanitärinstallationen und Heizungsanlage behoben wurden. Die Sanierung erfolgte in zwei Bauabschnitten und kostete 5,2 Millionen DM. Ab 1998 lief die Belegung des Interrast-Hotels und von weiteren Pensionen der Umgebung mit Asylbewerbern aus, wodurch die Schülerzahlen stark zurückgingen. 2002 endete an der Seilerstraße 41–43 der Schulbetrieb als allgemeinbildende Schule.
Von 2004 bis 2015 nutzte die dort neugegründete HSE Hamburg School of Entertainment das Gebäude, eine private Berufsfachschule für Musicaldarsteller mit dem Status einer Ergänzungsschule. Gründer waren Norbert Aust und Corny Littmann, die unter anderem das Showprogramm für Aida-Kreuzfahrtschiffe organisieren.
Im Juli 2025 mietete die Hamburg Kreativ Gesellschaft das Gebäude an, um es künftig an Künstler und andere Kulturschaffende zu vermieten.

## Lage und Gebäude

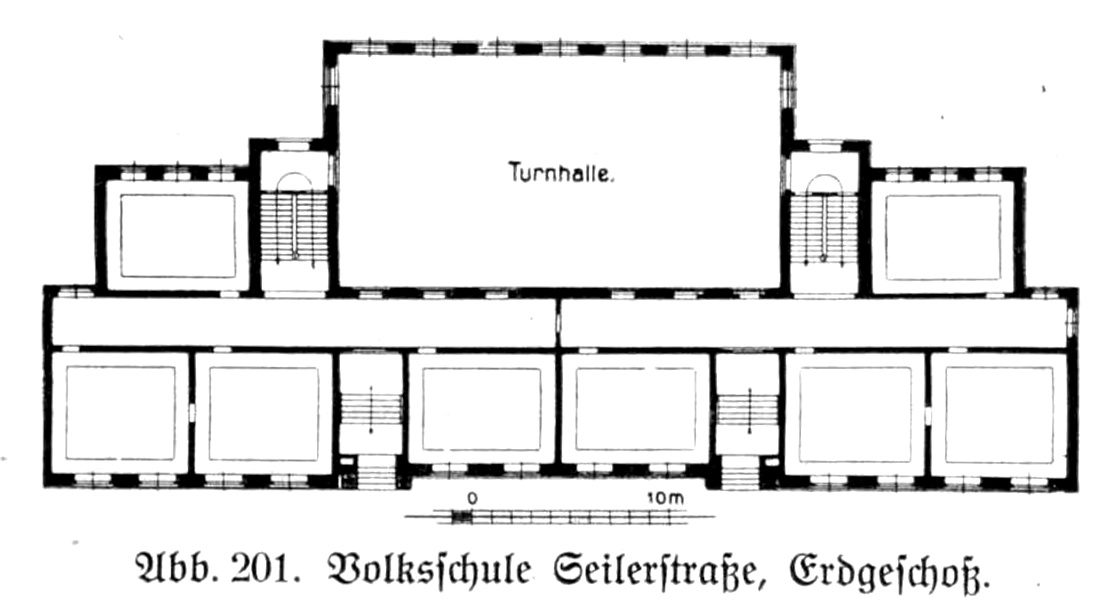
Grundriss des Erdgeschosses

Die Volksschule Seilerstraße befindet sich der Seilerstraße 41–43, d. h. auf der Südseite der Seilerstraße, zur Reeperbahn hin. Der Schulhof grenzt somit an die Rückseiten von Hotels, Bars, Clubs und Tanzhallen. Auf der gegenüberliegenden Straßenseite, in der Seilerstraße 42, befindet sich die ehemalige Realschule der evangelisch-reformierten Kirche, heute das Hamburger Schulmuseum.
Die Grundstücke beider Schulen sind recht knapp bemessen, denn der innerstädtische Baugrund war schon zum Zeitpunkt der Parzellierung teuer. Entsprechend wird das Grundstück der Volksschule mit einem viergeschossigen Bau, dessen Klassenräumen von einem zentralen Flur aus erschlossen werden, maximal ausgenutzt. Für den Mädchen- und Knabenteil der Schule steht je ein Portal und Treppenhaus zur Verfügung. Das Haus ist in schlichter Backsteinbauweise ausgeführt, nur die Portale und Simse sind etwas aufwändiger gestaltet. Diese Bauweise war bei den Doppelschulhäusern für Hamburger Volksschulen vor dem Ersten Weltkrieg durchaus typisch. Der Architekturhistoriker Ralf Lange bezeichnet den Bau als typisches Beispiel für den öffentlichen Hochbau unter Baudirektor Zimmermann, die Schule sei ein „prosaisches Gegenüber“ der im Renaissancestil gestalteten Realschule auf der anderen Straßenseite.
Das Gebäude der Volksschule Seilerstraße steht unter Denkmalschutz.